# Faux-cuivré smaragdin
Tomares ballus
Espèce
Le Faux-cuivré smaragdin (Tomares ballus) est une espèce de lépidoptères (papillons) de la famille des Lycaenidae et de la sous-famille des Theclinae.

## Dénomination
Tomares ballus a été nommé par Johan Christian Fabricius en 1787.
Synonyme : Papilio ballus Fabricius, 1787.

### Noms vernaculaires
Le Faux-cuivré smaragdin ou Ballous se nomme Provence Hairstreak en anglais et Cardenillo en espagnol.

### Sous-espèces
- Tomares ballus ballus; au Maroc, en Algérie et dans le nord  de la Tunisie.
- Tomares ballus cyrenaica Turati, 1924 ; dans le sud de la Tunisie et le nord de la Libye[1]

en Espagne, au Maroc, en Libye et en Égypte.

## Description
Le Faux-cuivré smaragdin est un petit papillon présentant un dimorphisme sexuel. Le dessus du mâle est gris sombre; au-dessous, l'aire discale des ailes antérieures est jaune orange avec des points noirs, les postérieures  sont vertes.
Le dessus de la femelle est plus coloré (aire discale des ailes antérieures et large bande marginale des ailes postérieures rouge orange).

### Chenille et chrysalide
Les œufs sont pondus séparément, les chenilles seraient soignées par la fourmi Plagiolepsis pygmaea.

### Espèces proches ou ressemblantes
Le faux-cuivré du sainfoin (Tomares mauretanicus); le cuivré commun (Lycaena phlaeas) pour les femelles, le collier-de-corail ou argus brun (Aricia agestis) pour les mâles.

## Biologie

### Période de vol et hivernation
Univoltin, de janvier à avril ou mai suivant les localités et l'altitude. Tomares ballus est l'un des premiers papillons de l'année.
Pour Yvan Diringer, « le papillon est vraisemblablement cyclique » : « la plupart du temps peu commun, il peut arriver, certaines années, que l'espèce pullule littéralement » (1997, 2001 et 2005 ayant été des années de forte émergence).
Le Faux-cuivré smaragdin hiverne à l'état de chrysalide.

### Plantes hôtes
Ses plantes hôtes sont Anthyllis tetraphylla, Bonjeana hirsuta, Medicago truncatulata, Medicago polymorpha, Hippocrepis unisiliquosa, Astragalus lusitanicus, Onobrychis caput-gallii, Lotus ornithopodioides.

## Écologie et distribution
Son aire de répartition est périméditerranéenne : Maroc, Algérie, Tunisie, Libye, Égypte, Espagne, Portugal,  et France (littoral varois, limite septentrionale de l'aire).
En France, selon les observations, sur quatorze années, d'Yvan Diringer publiées en 2007, de petites populations fragmentées de Tomares ballus, menacées par l'urbanisation (Sanary, Bandol), se rencontrent au long de la côte méditerranéenne depuis La Ciotat (Bouches-du-Rhône) jusqu'au Massif des Maures (Carqueiranne, Var), avec quelques incursions dans l'arrière pays.

### Biotope
Il affectionne les prairies découvertes sèches et lieux rocailleux.

### Protection
Il n'a pas de statut de protection particulier.